# Casiquiare
Casiquiare je řeka na jihu Venezuely (stát Amazonas). Je 410 km dlouhá. Povodí má rozlohu 45 000 km2. Jedná se vlastně o říční rameno horního toku Orinoka, které teče jižním směrem a ještě ve Venezuele se vlévá do Río Negra, které je levostranným přítokem Amazonky. Vytváří tak jedinečný přirozený vodní kanál mezi říčními systémy Orinoka a Amazonky.

## Průběh toku

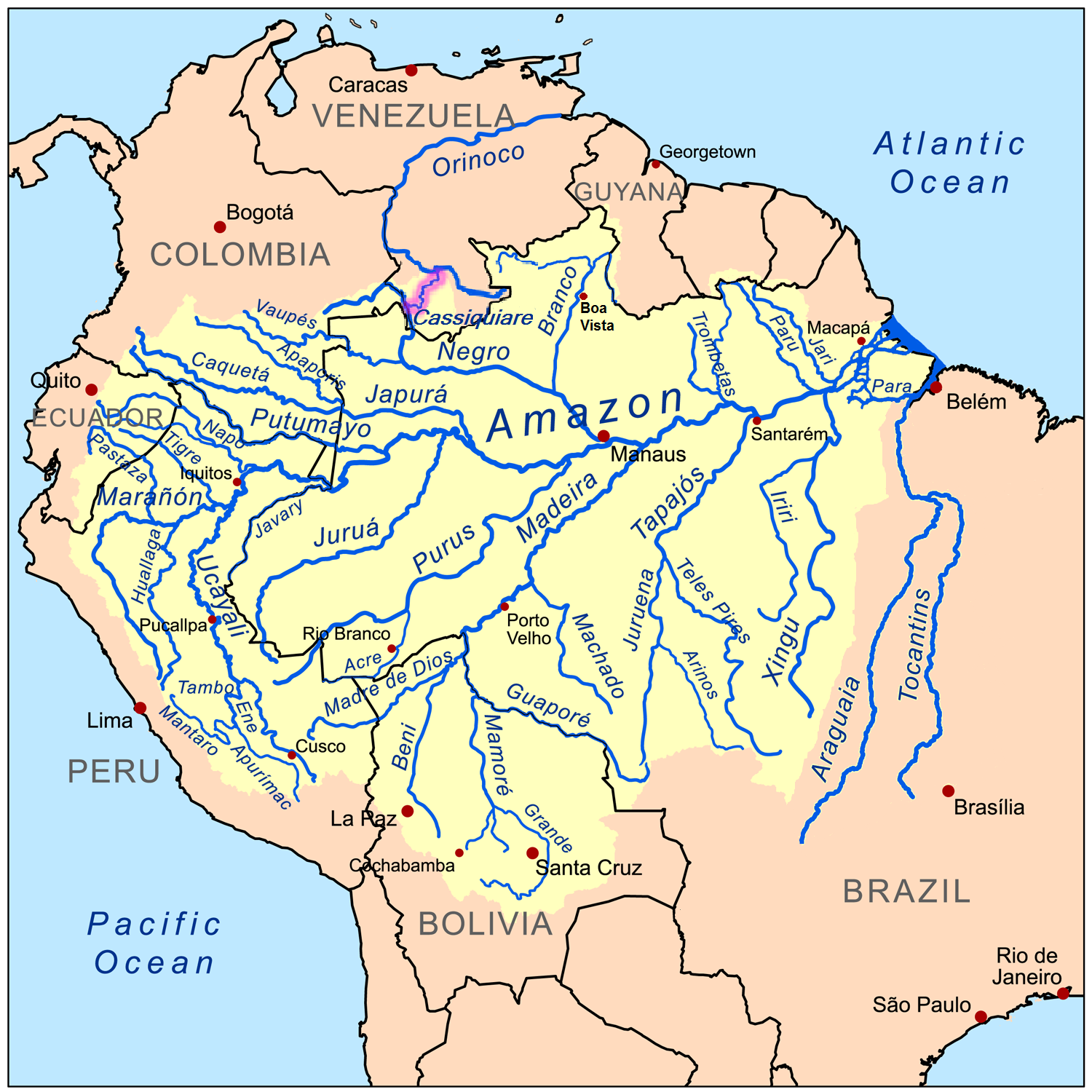
Poloha řeky Casiquiare (zvýrazněna fialově) v Amazonské pánvi

Významnou část vody získává oddělením jedné třetiny průtoku od Orinoka na jeho horním toku, 14 km pod obcí La Esmeralda. Vzniká tak přirozený kanál dlouhý přibližně 30 km se spádem 5 m. U města San Carlos de Río Negro se vlévá do řeky Río Negro, jež patří k povodí Amazonky. Spojení dvou veletoků Jižní Ameriky představuje klasický případ bifurkace tj. rozdvojení řek.

## Historie
Roku 1744 se jezuita otec Roman setkal při své cestě proti proudu Orinoka s několika portugalskými otrokáři z osad při řece Río Negro. Doprovodil je na jejich cestě zpět po kanálu Casiquiare a poté se vrátil stejnou cestou nazpátky k Orinoku. Francouzský cestovatel Charles Marie de La Condamine pak o 7 měsíců později podal Francouzské akademii zprávu o jeho putování a potvrdil tak existenci této vodní cesty, o níž jako první informoval Evropu španělský jezuita, misionář a cestovatel Cristóbal Diatristán de Acuña v roce 1639.
Oznámení otce Romana bylo dlouho považováno za nepříliš důvěryhodné. Ověřila je až španělská hraniční komise vedená José Yturriagou a José Solanem y Botem v roce 1756. Roku 1800 řeku prozkoumali německý přírodovědec Alexander von Humboldt a francouzský botanik a lékař Aimé Jacques Alexandre Bonpland
Americký geograf a geolog Alexander Hamilton Rice Jr. (1875–1956) z Harvardovy univerzity prozkoumal řeku během expedice v letech 1924–1925. Plavil se vzhůru po Orinoku, splul Casiquiare a poté pokračoval po Río Negro až do města Manaus. Byla to první výprava, která k mapování oblasti použila leteckou fotografii a krátkovlnné rádio. Roku 1968 použila výprava National Geographic Society k průzkumu Casiquiare vznášedlo SR.N6.